# Юрист года
«Юри́ст го́да» — высшая юридическая премия Российской Федерации.
Учреждена Указом Президента РФ от 8 октября 2009 года № 1129 «О высшей юридической премии „Юрист года“».
Присуждается ежегодно 3 декабря — в профессиональный праздник юристов России День юриста.
Присуждение премии осуществляется Общероссийской общественной организацией «Ассоциация юристов России».

## Лауреаты премии

### 2009 год
- Сергей Сергеевич Алексеев[2]

### 2010 год
- Николай Михайлович Кропачев — Номинация «Юридическая наука и образование» (2010 год)[3]
- Евгений Алексеевич Смоленцев — Номинация «Правовое просвещение и воспитание» (2010 год)[3]
- Александр Львович Маковский — Номинация «Развитие законодательства» (2010 год)[3]

### 2011 год
- Валерий Дмитриевич Зорькин и Вениамин Фёдорович Яковлев — Номинация «Развитие законодательства»[4]
- Андрей Александрович Клишас и Сергей Михайлович Шахрай — Номинация «Юридическое образование и воспитание»[4]
- Николай Алексеевич Баринов — Номинация «Правовое просвещение»[4]
- Евгений Васильевич Семеняко — Номинация «Правозащитная деятельность»[4]
- Владимир Саурсеевич Ем — специальная премия «За вклад в юридическую литературу и науку»[4]

### 2012 год
- Юрий Кириллович Толстой и Джангир Аббасович Керимов — Номинация «За вклад в развитие юридической науки»
- Василий Владимирович Витрянский — Номинация «Развитие законодательства»
- Ирина Валентиновна Решетникова и Елена Николаевна Доброхотова — Номинация «Правовое просвещение»
- Александр Константинович Голиченков — Номинация «Юридическое образование и воспитание»
- Владимир Александрович Бублик, Виктор Владимирович Блажеев, Елена Павловна Дубровина, Денис Игоревич Паньшин, Наталья Александровна Шевелёва — Номинация «За вклад в развитие гражданского общества»[5]
- Шумков Дмитрий Владимирович[6][уточнить]

### 2013 год
- Александров Алексей Иванович — номинация «Развитие законодательства»
- Мусин Валерий Абрамович — номинация «за вклад в юридическую науку»
- Перевалов Виктор Дмитриевич — номинация «Юридическое образование и воспитание»
- Прохоров Вадим Семенович — номинация «Правозащитная деятельность»
- Тарханов Ильдар Абдулхакович — номинация «Правовое просвещение»
- Новосёлова Людмила Александровна — специальная номинация «Юридическое событие года»

### 2014 год
- Опанасюк Лариса Николаевна — номинация «Правозащитная деятельность»
- Барщевский Михаил Юрьевич, Негоица Павел Афанасьевич — номинация «Правовое просвещение»
- Абова Тамара Евгеньевна — номинация «За вклад в юридическую науку»
- Митянина Анна Владимировна — номинация «Развитие законодательства»
- Усс Александр Викторович — номинация «Юридическое образование и воспитание»

### 2015 год[7]
- Исаев Игорь Андреевич, заведующий кафедрой истории государства и права МГЮА — Номинация «За вклад в юридическую науку»
- Кравцов Борис Васильевич, участник Великой Отечественной войны и прокурор РСФСР, герой Советского Союза; Сухарев Александр Яковлевич, министр юстиции РСФСР, генеральный прокурор СССР — Номинация «Правозащитная деятельность»
- Луковская Дженевра Игоревна, профессор и заслуженный деятель науки — Номинация «Правовое просвещение»
- Чиркин Вениамин Евгеньевич, заслуженный юрист РФ — Номинация «Развитие законодательства»
- Кириллова Мария Яковлевна, профессор кафедры гражданского права Уральского государственного юридического университета — Номинация «Юридическое образование и воспитание»
- Морозов Сергей Иванович — За вклад в правовое просвещение и развитие молодёжного движения Ассоциации юристов России

### 2016 год
- Авакьян Сурен Адибекович, Бачило Иллария Лаврентьевна — Номинация «За вклад в юридическую науку»
- Грачева Елена Юрьевна — Номинация «Юридическое образование и воспитание»
- Пугинский Борис Иванович — Номинация «Правозащитная деятельность»
- Попондопуло Владимир Федорович — Номинация «Развитие законодательства»
- Гонгало Бронислав Мичиславович — Номинация «Правовое просвещение»
- Мартынова Татьяна Николаевна — Специальная премия «За вклад в защиту прав и свобод человека»[8]

### 2017 год
- Хабриева Талия Ярулловна — Номинация «За вклад в юридическую науку»
- Шаклеин Николай Иванович — Номинация «Юридическое образование и воспитание»
- Падва Генрих Павлович — Номинация «Правозащитная деятельность»
- Федоров Александр Вячеславович — Номинация «Развитие законодательства»
- Герасименко Пётр Васильевич — Номинация «Правовое просвещение»[9]

### 2018 год
- Суханов Евгений Алексеевич — Номинация «За вклад в юридическую науку»
- Барциц Игорь Нязбеевич — Номинация «Юридическое образование»
- Москалькова Татьяна Николаевна — Номинация «Правозащитная деятельность»
- Ивлиев Григорий Петрович — Номинация «Развитие законодательства»
- Корсик Константин Анатольевич — Номинация «Правовое просвещение»[10]

### 2019 год
- Тихомиров Юрий Александрович — Номинация «За вклад в юридическую науку»
- Губин Евгений Парфирьевич — Номинация «Юридическое образование и воспитание»
- Назаров Андрей Геннадьевич — Номинация «Правозащитная деятельность»
- Макаров Андрей Михайлович — Номинация «Развитие законодательства»
- Крашенинников Павел Владимирович — Номинация «Правовое просвещение»[11]

### 2020 год
- Савенков Александр Николаевич — Номинация «За вклад в юридическую науку»
- Белов Сергей Александрович — Номинация «Юридическое образование и воспитание»
- Гриб Владислав Валерьевич — Номинация «Правозащитная деятельность»
- Лазарев Валерий Васильевич — Номинация «Развитие законодательства»
- Шапкина Галина Сергеевна — Номинация «Правовое просвещение»
- Куренной Александр Михайлович, Нечаев Василий Иванович, Орловский Юрий Петрович — Номинация «За защиту социальных и трудовых прав»[12]

### 2021 год
- Галенская Людмила Никифоровна — Номинация «За вклад в юридическую науку»
- Михеева Лидия Юрьевна — Номинация «Юридическое образование и воспитание»
- Кузяева Тамара Николаевна — Номинация «Правозащитная деятельность»
- Чуйченко Константин Анатольевич — Номинация «Развитие законодательства»
- Валеев Дамир Наилович — Номинация «Правовое просвещение»
- Манылов Игорь Евгеньевич, Семенников Александр Григорьевич, Спиридонов Андрей Алексеевич — Номинация «За защиту социальных и трудовых прав»[12]

### 2022 год
- Вайпан Виктор Алексеевич — Номинация «За вклад в юридическую науку»
- Ручкина Гульнара Флюровна — Номинация «Юридическое образование и воспитание»
- Бастрыкин Александр Иванович — Номинация «Правозащитная деятельность»
- Логинов Андрей Викторович — Номинация «Развитие законодательства»
- Звягинцев Александр Григорьевич — Номинация «Правовое просвещение»
- Булавин Сергей Петрович, Мельникова Надежда Алексеевна, Серко Алексей Михайлович — Номинация «За защиту социальных и трудовых прав»[12]

### 2023 год
- Горбань Владимир Сергеевич — Номинация «За вклад в юридическую науку»
- Иванчин Артём Владимирович — Номинация «Юридическое образование и воспитание»
- Ярков Владимир Владимирович — Номинация «Правозащитная деятельность»
- Синенко Александр Юрьевич — Номинация «Развитие законодательства»
- Фальков Валерий Николаевич — Номинация «Правовое просвещение»
- Собянин Сергей Семёнович, Старожильцева Оксана Владимировна, Шерстобитов Андрей Евгеньевич — Номинация «За защиту социальных и трудовых прав»[13]

### 2024 год
- Шварц Михаил Зиновьевич — Номинация «За вклад в юридическую науку»
- Ильгова Екатерина Владимировна — Номинация «Юридическое образование и воспитание»
- Галоганов Алексей Павлович — Номинация «Правозащитная деятельность»
- Плигин Владимир Николаевич — Номинация «Развитие законодательства»
- Зылевич Светлана Юрьевна, Полякова Татьяна Анатольевна — Номинация «Правовое просвещение»
- Бурковская Виктория Алексеевна, Пчелинцева Людмила Михайловна, Тютюнникова Виктория Анатольевна — Номинация «За защиту социальных и трудовых прав»[14]